# 考姆贝格
考姆贝格是奥地利下奥地利州利林费尔德县的一个市镇。总面积43平方公里，总人口1005人，人口密度23.4人/平方公里（2005年）。